# Sântoaderi
Sântoaderii sunt un grup de entități supranaturale din folclorul românesc. Priviți ca șapte sau nouă bărbați tineri cu picioare lungi și copite, ei erau, de asemenea, imaginați ca purtând pelerine. Se credea că apăreau în mod misterios într-un sat, unde cântau, băteau tobele și provocau boli oamenilor; înfășurându-i în lanțuri, provocându-le reumatism sau călcându-i în picioare.
Istoricul român al religiilor Mircea Eliade a remarcat o asemănare între Sântoaderi și zâne, despre care se credea că, de asemenea, călătoresc noaptea într-un cortegiu de dansatoare. Există, de asemenea, credința că în a 24-a zi după Paște, zânele și Sântoaderii se întâlnesc pentru a se juca și a-și oferi buchete de flori.